# دونغ فنغ - 11
صاروخ رياح الشرق-11 أو دونغ فنغ-11 (بالصينية:东风-11) ويعرف اختصارًا بـ (DF-11 أوM-11 أوCSS-7)، صاروخ بالستي من صواريخ المدى القصير طورته جمهورية الصين الشعبية.

## لمحة تاريخية
صممه وانغ تشن هوا في مؤسسة الصواريخ في سنجان والمعروفة بقاعدة 066 في أواخر سبعينات القرن الماضي.